# 冰草 (禾本科)
冰草（学名：Agropyron cristatum）是一种禾本科植物。

## 形态
多年生草本，秆成疏丛。线形叶片较粗糙，边缘常内卷。夏季抽穗状花序，小穗紧密，两列整齐呈篦齿状。

## 分布
在中国主要分布在黑龙江、吉林、辽宁、河北、山西、陕西、甘肃、青海、新疆和内蒙古等省区干旱草原地带；此外分布于欧洲、苏联的西伯利亚及中亚地区和蒙古。